# Scrambler

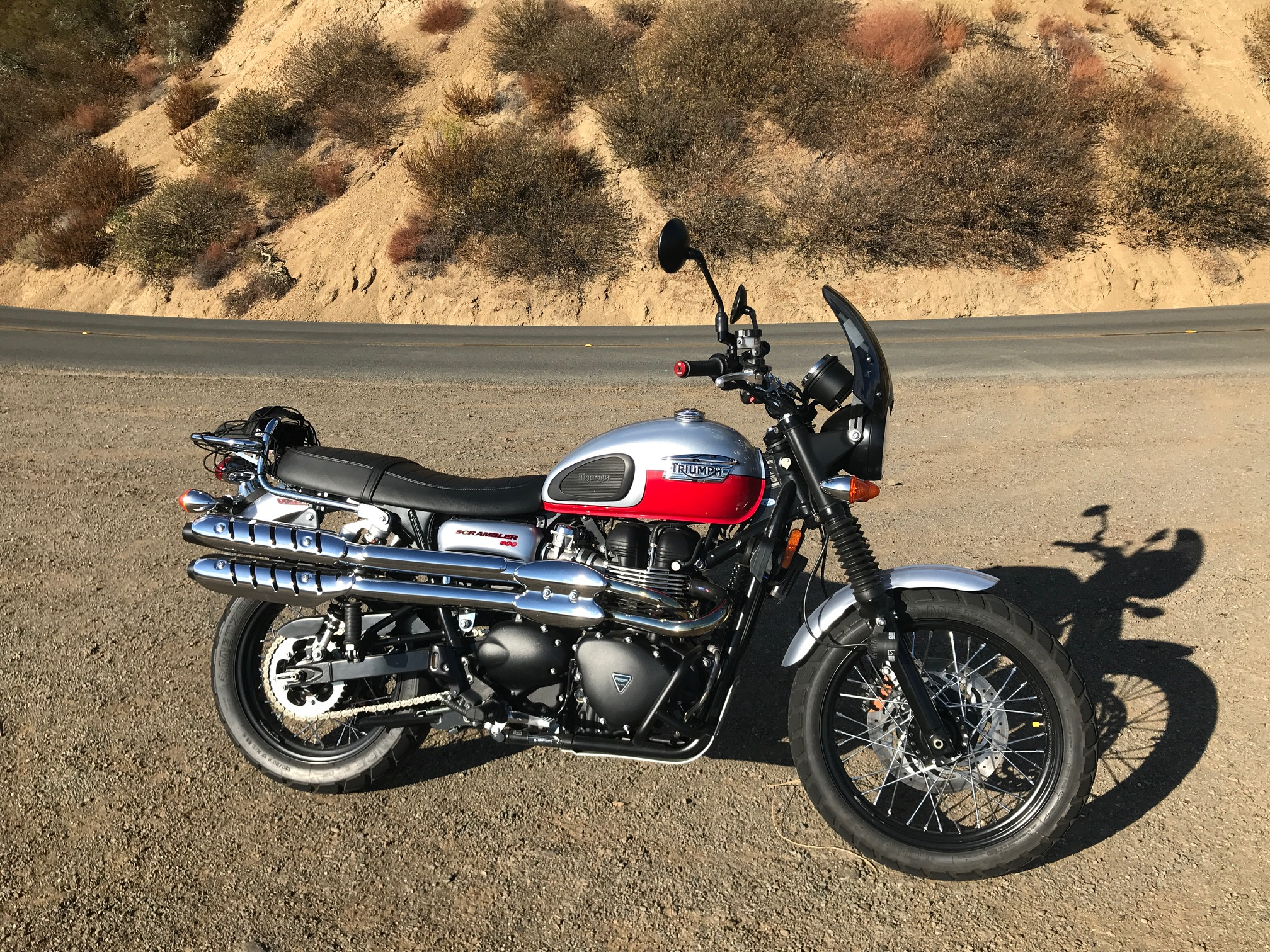
Triumph Scrambler

Scrambler byl původně silniční motocykl, upravený tak, aby byl schopen jízdy jak na silnici, tak i v terénu. V současném pojetí se jedná o retro motocykl, napodobující tyto dávné stroje.

## Vznik

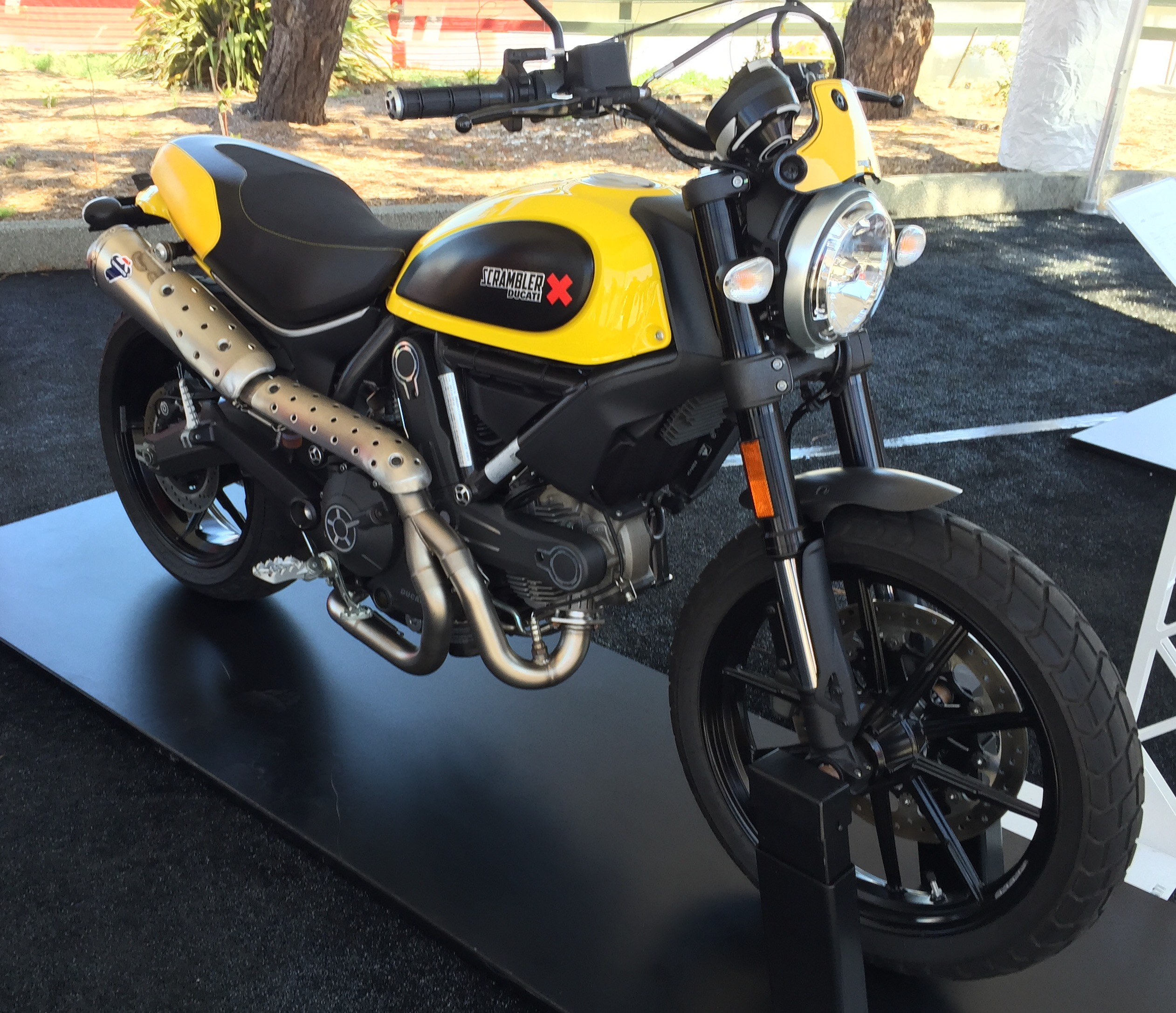
Ducati Scrambler

Samotné slovo "scrambler" má kořeny již v 20. letech 20. století, kdy se jiné než silniční motocykly vůbec nevyráběly. Na motocyklových závodech v Británii se však začínaly kombinovat různé povrchy tratí. Snaha dostat se od startu do cíle v nejkratším možném čase a jakoukoli myslitelnou cestou, tedy i mimo silnici, vedla tehdejší závodníky k individuálním úpravám svých motocyklů pro jízdu v terénu. Podle městské legendy britský komentátor při jednom takovém závodě použil slova "quite a scramble" (úplně se škrábat nahoru), a výraz se uchytil.
Od 50. let 20. století se tímto termínem ve Spojených státech začaly označovat i běžné sériové motocykly, které si jejich majitelé po vzoru britských závodníků upravovali obdobným způsobem. Jízda na nich se stala oblíbenou volnočasovou aktivitou části tehdejší mládeže, která pro svou (mnohdy ilegální) zábavu hledala únik z velkoměsta a klid odlehlých míst.
Po vzniku motokrosových závodů a poté, co výrobci vyvinuli množství účelových typů motocyklů pro jízdu v terénu, modifikace silničních motocyklů na scramblery vymizela a na čas upadla v zapomnění.

## Současnost
Když v první dekádě 21. století v motorkářské scéně přišly do módy retro motocykly, stal se i scrambler samostatnou kategorií motocyklu. Obvykle se jedná o stroj odvozený ze silničního motocyklu retro konstrukce a vzhledu, s potenciálem (nebo ambicemi) na jízdu i v lehkém terénu. Tomu je přizpůsobena jeho geometrie - řídítka i sedlo jsou umístěny výše, než je u silničních strojů obvyklé, vyšší je též zdvih odpružení. Pneumatiky jsou dvouúčelové (obvykle špalkové) a motocykl je zbavený všech nepodstatných součástí.
Každý aspekt podoby scramblerů má svůj důvod. Budíky jsou obvykle malé a co nejblíže řídítek. Řídítka samotná jsou širší a vyztužená po celé své šířce. Přední světla jsou menší a upevněná na kratších držácích. Výfuky bývají vyvedené vysoko, sedla bývají kratší a někdy i užší, zatímco kola jsou obvykle paprsková, na hliníkových ráfcích. Smysl těchto aspektů je zřejmý: při jízdě v terénu je přece jen vyšší riziko pádu. Nápadné části, které by příliš vyčnívaly, by mohly být brzy uraženy anebo ohnuty.
Kromě scramblerů, postavených individuálně nebo na zakázku, existuje nyní celá řada výrobců motocyklů, kteří vyrábějí scramblery sériově: Moto Guzzi V7 Scrambler, Benelli Leoncino 500, BMW R nineT ve variantě Scrambler, Yamaha SCR 920, Ducati Scrambler (celá řada), Triumph Street Scrambler a další. To jen ukazuje, jak populárním se tento koncept motocyklu stal.
U mnoha z těchto moderních scramblerů je však design upřednostněn před funkčností. Hlavním smyslem je nostalgicky připomínat očesaný, syrový styl původních scramblerů, spíš nežli skutečně jezdit v terénu.

## Vliv
Byli to právě tvůrci prvních scramblerů, kdo inspiroval technologický pokrok ve výrobě motocyklů. V dobách, kdy začínali jezdit do terénu, měly tehdejší motocykly pevné rámy, paralelogramové vidlice a ruční řazení. Novější konstrukční prvky, jako teleskopické vidlice, zadní odpružení a ruční ovládání spojky, jsou z velké části jejich zásluhou.